# Cholova
La Cholova (in russo Холова?) è un fiume della Russia europea occidentale (oblast' di Novgorod, tributario di sinistra del fiume Msta. Appartiene al bacino della Neva e del Mar Baltico.

## Descrizione
Ha origine dal piccolo lago Cholovec, sul rialto del Valdaj. L'altezza della sorgente è di 158 metri sul livello del mare. Dopo la sorgente, scorre attraverso i laghi Ostrovno e Kačan. Nel corso superiore il fiume è tortuoso, la larghezza non supera i 10 metri, la velocità del flusso è elevata, nel canale sono presenti numerose rapide. Le rive del fiume sono ricoperte da foreste miste. Dopo l'insediamento di Krestcy, la velocità della corrente diminuisce e la direzione del fiume diventa nord-occidentale. 20 chilometri prima di sfociare nel Msta la sua larghezza aumenta fino a 30 metri, lungo le sponde ci sono prati e pinete. 
La Cholova ha una lunghezza di 126 km; l'area del suo bacino è di 1 900 km². Ha una portata media annua di 16,6 m³/s a 34 km dalla foce.